# 杨叶澎
杨叶澎（1914年—1993年10月23日），内蒙古自治区呼和浩特市人，中华人民共和国政治人物。

## 生平

### 中华民国时期
1932年，在绥远一中读书时参加了反帝大同盟，任一中反帝大同盟特支书记，同年参加了中国共产党，任中共一中特支书记。1933年春，在归绥市（今呼和浩特市）发动人力车工人参加抗日反帝运动时，被当局逮捕入狱，判刑两年半。1936年刑满释放后在归绥从事党的地下工作。
抗日战争爆发前夕，1937年4月，到太原参加山西牺盟会举办的民训团七队学习，同年6月被派往山西省神池县任牺盟会特派员，进行抗日救亡宣传，发动组织群众，建立抗日游击队；党内任三县的联络员。1938年2月，被调任岢岚区牺盟抗日游击总队政治处主任。以后这支部队改编为第二保安司令部第三支队、决死队第四纵队十四总队、游击第七团、二。三旅19团，杨叶澎一直任政治处主任。1938年7月，根据中共晋西北区党委的指示，他与总队长张效中带领部队到雁北开展敌后游击活动，配合中共雁北地委开展工作。在1939年十二月事变，根据决死队第四纵队党委的统一部署，于12月12日夜带领部队协助二十团党组织肃清部队。在1940年反顽固战役中，他与团长冯基平带领十九团参加了攻占方山县与临县的战斗。1940年他任十九团政治委员、团党委书记、纵队党委委员，领导了十九团的整军工作，参加了晋西北1940年各次反扫荡战斗，百团大战中，十九团参加了太汾公路的破击战。之后杨叶澎被凋往绥蒙地区做地方工作，1940年8月至1941年1月，任绥东地委专员。1942年初，担任绥西地委副书记兼绥西专署专员。1945年，任绥中地委副书记兼专员。1946年10月，调路北地委副书记兼路北专署专员，参加了开辟创建大青山抗日根据地。

### 共和国时期
1949年初，调任绥蒙军区副司令员、军区党委副书记，绥远军区副政治委员、军区党委副书记、中共绥远省委委员。1952年被调到华北军区后勤部工作，任副政委、政委、华北军区党委委员、后勤部党委副书记。
1957年，到中华人民共和国化学工业部工作，任化工部南京化学公司党委书记兼经理、中共南京市委委员、中共江苏省委委员。1957年11月，化工部从整合资源出发，成立南京化学工业公司，统一领导江南江北的企业单位。同月6日，宣布杨叶澎担任公司经理。1966年调任化学工业部副部长、部党委委员。文化大革命期间受到迫害。1978年恢复工作，任化学工业部副部长、党组副书记兼部纪律检查组组长。后因病离休。1993年10月23日，在北京逝世。